# Liste der Einträge im National Register of Historic Places im Cerro Gordo County

Lage des Cerro Gordo County in Iowa

Die Liste der Einträge im National Register of Historic Places im Cerro Gordo County in Iowa führt die Bauwerke und historischen Stätten im Cerro Gordo County auf, die in das National Register of Historic Places aufgenommen wurden.

## Legende
| NRHP | Historic Place    |
| HD   | Historic District |

## Aktuelle Einträge
| [ 2 ] | Name                                         | Bild                                         | Eintragsdatum        | Lage | Ort        | Beschreibung |
| ----- | -------------------------------------------- | -------------------------------------------- | -------------------- | --- | ---------- | --- |
| 1     | A.J. Andrus Duplex                           | A.J. Andrus Duplex                           | 1980 ID-Nr. 80001431 | 687-691 East State Street 43° 9′ 6″ N, 93° 12′ 0″ W                                                                   | Mason City | 1921 im Stil der Prairie Houses errichtetes Doppelhaus |
| 2     | Amaziah and Cornelia (Wait) Cannon House     | Amaziah and Cornelia (Wait) Cannon House     | 2004 ID-Nr. 04000899 | 1581 North Eisenhower Avenue 43° 10′ 10″ N, 93° 15′ 36″ W                                                             | Mason City | 1866 errichtetes Wohnhaus |
| 3     | City National Bank Building                  | City National Bank Building                  | 1972 ID-Nr. 72000469 | 4 South Federal Avenue 43° 9′ 5″ N, 93° 22′ 4″ W                                                                      | Mason City | 1909 im Stil der Prairie Houses errichtetes Bankgebäude |
| 4     | East Park Band Shell                         | East Park Band Shell                         | 2009 ID-Nr. 09000825 | East State Street zwischen North Carolina Avenue und North Kentucky Avenue 43° 9′ 8,7″ N, 93° 11′ 0,9″ W              | Mason City | 1924 errichtete Konzertmuschel |
| 5     | Elks-Rogers Hotel                            | Elks-Rogers Hotel                            | 1982 ID-Nr. 82002611 | 223 Main Avenue 43° 8′ 8″ N, 93° 22′ 54″ W                                                                            | Clear Lake | 1901 im viktorianischen Stil errichtetes Hotel |
| 6     | John L. Etzel House                          | John L. Etzel House                          | 1983 ID-Nr. 83000347 | 214 North 3rd Street 43° 8′ 15″ N, 93° 22′ 58″ W                                                                      | Clear Lake | 1894 im viktorianischen Stil errichtetes Wohnhaus |
| 7     | First Church of Christ Scientist             | First Church of Christ Scientist             | 1997 ID-Nr. 97001285 | 23 3rd Street, Northwest 43° 9′ 18″ N, 93° 4′ 16″ W                                                                   | Mason City | 1928 errichtete Kirche |
| 8     | First National Bank of Mason City            | First National Bank of Mason City            | 1997 ID-Nr. 97000392 | 5-7 North Federal Avenue 43° 9′ 40″ N, 93° 12′ 0″ W                                                                   | Mason City | 1911 errichtetes Bürogebäude der First National Bank |
| 9     | C.F. Franke House                            | C.F. Franke House                            | 1980 ID-Nr. 80001432 | 320 1st Street, Southeast 43° 9′ 4″ N, 93° 12′ 25″ W                                                                  | Mason City | 1916 im Stil der Prairie Houses errichtetes Wohnhaus |
| 10    | E.R. Gibson House                            | E.R. Gibson House                            | 1980 ID-Nr. 80001433 | 114 4th Street, Northwest 43° 9′ 20″ N, 93° 12′ 55″ W                                                                 | Mason City | 1915 im Stil der Prairie Houses errichtetes Wohnhaus |
| 11    | Hotel Lester-Lester Cafe                     | Hotel Lester-Lester Cafe                     | 2002 ID-Nr. 02001543 | 408-410 2nd Street, Northwest 43° 9′ 14″ N, 93° 12′ 30″ W                                                             | Mason City | 1915 errichtetes Hotel |
| 12    | Jewell Apartments                            | Jewell Apartments                            | 1980 ID-Nr. 80001434 | 404-412 1st Street, Northwest 43° 9′ 10″ N, 93° 13′ 11″ W                                                             | Mason City | 1917 im Stil der Prairie Houses errichtetes Apartmenthaus |
| 13    | Keerl-Decker House                           | Keerl-Decker House                           | 2002 ID-Nr. 02001537 | 119 2nd Street, Southeast 43° 9′ 0″ N, 93° 11′ 54″ W                                                                  | Mason City | 1902 im neoklassizistischen Stil errichtetes Wohnhaus; heute Hotel |
| 14    | The Kirk                                     | The Kirk                                     | 1982 ID-Nr. 82002613 | 206 North Federal Avenue 43° 9′ 13″ N, 93° 12′ 6″ W                                                                   | Mason City | 1903 im viktorianischen Stil errichtetes Geschäftshaus |
| 15    | Lippert House                                | Lippert House                                | 1980 ID-Nr. 80001435 | 122-124 North Madison Avenue 43° 9′ 12″ N, 93° 13′ 11″ W                                                              | Mason City | 1923 im Stil der Prairie Houses errichtetes Wohnhaus |
| 16    | Mason City Downtown Historic District        | Mason City Downtown Historic District        | 2005 ID-Nr. 05000956 | Abgegrenzt durch North 46th Street, Georgia Avenue, Washington Avenue und South 2nd Street 43° 9′ 25″ N, 93° 12′ 0″ W | Mason City | 54 Gebäude verschiedener Baustile aus der Zeit der Jahrhundertwende vom 19. zum 20. Jahrhundert                                                                                     |
| 17    | Mason City Public Library                    | Mason City Public Library                    | 1989 ID-Nr. 89000405 | 208 East State Street 43° 9′ 7″ N, 93° 3′ 1″ W                                                                        | Mason City | Um 1900 im neoklassizistischen Stil errichtete Bibliothek; heute Bürohaus |
| 18    | Mason City YMCA                              | Mason City YMCA                              | 2002 ID-Nr. 02000426 | 15 North Pennsylvania Avenue 43° 9′ 9″ N, 93° 11′ 50″ W                                                               | Mason City | 1926 im Stil des Colonial Revival errichtetes Gebäude des YMCA |
| 19    | MBA (Modern Brotherhood of America) Building | MBA (Modern Brotherhood of America) Building | 2002 ID-Nr. 02001021 | 103 East State Street 43° 9′ 6″ N, 93° 11′ 56″ W                                                                      | Mason City | 1917 im Early Commercial genannten Baustil errichtetes Gebäude der Modern Brotherhood of America                                                                                    |
| 20    | F.M. Norris House                            |                                              | 1980 ID-Nr. 80001436 | 108 4th Street, Northeast 43° 9′ 20″ N, 93° 12′ 41″ W                                                                 | Mason City | 1913 im Stil der Prairie Houses errichtetes Wohnhaus |
| 21    | Park Inn Hotel                               | Park Inn Hotel                               | 1972 ID-Nr. 72000470 | 15 West State Street 43° 9′ 5″ N, 93° 22′ 4″ W                                                                        | Mason City | 1909 nach einem Entwurf des Architekten Frank Lloyd Wright im Stil der Prairie Houses errichtetes Hotel                                                                             |
| 22    | Parker’s Opera House                         | Parker’s Opera House                         | 1998 ID-Nr. 98001325 | 23 North Federal Avenue 43° 9′ 10″ N, 93° 12′ 2″ W                                                                    | Mason City | 1883 im viktorianischen Stil errichtetes Theater; heute Kaufhaus |
| 23    | Rock Crest-Rock Glen Historic District       | Rock Crest-Rock Glen Historic District       | 1979 ID-Nr. 79000885 | Abseits des US 18 43° 9′ 2″ N, 93° 11′ 32″ W                                                                          | Mason City | Acht im Stil der Prairie Houses in der ersten Hälfte des 20. Jahrhunderts errichtete Gebäude                                                                                        |
| 24    | Rock Falls Bridge                            |                                              | 1998 ID-Nr. 98000742 | Brücke der Spring Street über den Shell Rock River 43° 12′ 24″ N, 93° 5′ 4″ W                                         | Rock Falls | 1929 errichtete Bogenbrücke |
| 25    | Rogers-Knutson House                         | Rogers-Knutson House                         | 1982 ID-Nr. 82002612 | 315 North 3rd Street 43° 8′ 19″ N, 93° 23′ 6″ W                                                                       | Clear Lake | 1895 im viktorianischen Stil errichtetes Wohnhaus |
| 26    | George Romey House                           | George Romey House                           | 1980 ID-Nr. 80001437 | 428 1st Street, Southeast 43° 9′ 4″ N, 93° 12′ 20″ W                                                                  | Mason City | 1920 im Stil der Prairie Houses errichtetes Wohnhaus |
| 27    | Duncan Rule House                            | Duncan Rule House                            | 1979 ID-Nr. 79000886 | 321 2nd Street, Southeast 43° 8′ 59″ N, 93° 11′ 44″ W                                                                 | Mason City | 1909 im Shingle Style genannten Baustil errichtetes Wohnhaus |
| 28    | Chris Rye House                              | Chris Rye House                              | 1980 ID-Nr. 80001438 | 630 East State Street 43° 9′ 8″ N, 93° 12′ 5″ W                                                                       | Mason City | 1915 im Stil der Prairie Houses errichtetes Wohnhaus |
| 29    | St. John Baptist Church                      | St. John Baptist Church                      | 2002 ID-Nr. 01001484 | 715 6th Street, Southwest 43° 7′ 55″ N, 93° 12′ 42″ W                                                                 | Mason City | 1937 errichtete Kirche |
| 30    | Charles Seney House                          | Charles Seney House                          | 1980 ID-Nr. 80001439 | 109 7th Street, Northwest und 622 North Washington Street 43° 9′ 29″ N, 93° 12′ 54″ W                                 | Mason City | 1913 im Stil der Prairie Houses errichtetes Wohnhaus |
| 31    | C.P. Shipley House                           |                                              | 1980 ID-Nr. 80001440 | 114 3rd Street, Northwest 43° 9′ 17″ N, 93° 12′ 55″ W                                                                 | Mason City | 1913 im Stil der Prairie Houses errichtetes Wohnhaus |
| 32    | State Street Bridge                          | State Street Bridge                          | 1998 ID-Nr. 98000740 | Brücke der East State Street über den Willow Creek 43° 9′ 7″ N, 93° 11′ 29″ W                                         | Mason City | 1903 errichtete steinerne Bogenbrücke |
| 33    | Stewart Avenue Bridge                        | Stewart Avenue Bridge                        | 1998 ID-Nr. 98000741 | Brücke der North Carolina Avenue über den Winnebago River 43° 9′ 24″ N, 93° 11′ 25″ W                                 | Mason City | 1914 errichtete Bogenbrücke aus Beton und Steinen |
| 34    | Dr. G.C. Stockman House                      | Dr. G.C. Stockman House                      | 1992 ID-Nr. 80001441 | 311 1st Street, Southeast 43° 9′ 9,5″ N, 93° 11′ 31,1″ W                                                              | Mason City | 1908 nach einem Entwurf des Architekten Frank Lloyd Wright im Stil der Prairie Houses errichtetes Wohnhaus; heute Museum                                                            |
| 35    | Surf Ballroom                                | Surf Ballroom                                | 2011 ID-Nr. 10000261 | 460 North Shore Drive 43° 8′ 24″ N, 93° 23′ 22″ W                                                                     | Clear Lake | 1948 errichtete Konzerthalle; letzter Auftrittsort von Buddy Holly, Ritchie Valens und The Big Bopper, bevor sie bei einem Flugzeugabsturz ums Leben kamen (The Day the Music Died) |
| 36    | Wagner-Mozart Music Hall                     |                                              | 1978 ID-Nr. 78001210 | 1st Street, Northeast Ecke Delaware Avenue 43° 9′ 9″ N, 93° 11′ 56″ W                                                 | Mason City | 1936 errichtete Konzert- und Versammlungshalle |
| 37    | Winnebago River Bridge                       | Winnebago River Bridge                       | 1998 ID-Nr. 98000812 | Brücke des U.S. 65 über den Winnebago River 43° 11′ 35″ N, 93° 12′ 37″ W                                              | Mason City | 1926 aus Stahlbeton errichtete Auslegerbrücke |
| 38    | Mier Wolf House                              | Mier Wolf House                              | 1980 ID-Nr. 80001442 | 811 North Adams Street 43° 9′ 34″ N, 93° 12′ 58″ W                                                                    | Mason City | 1909 im Stil der Prairie Houses errichtetes Wohnhaus |
| 39    | Curtis Yelland House                         | Curtis Yelland House                         | 1980 ID-Nr. 80001443 | 37 River Heights Drive 43° 8′ 55″ N, 93° 12′ 22″ W                                                                    | Mason City | 1910 im Stil der Prairie Houses errichtetes Wohnhaus |
| 40    | Tessa Youngblood House                       | Tessa Youngblood House                       | 1980 ID-Nr. 80001444 | 36 Oak Drive 43° 9′ 5″ N, 93° 13′ 32″ W                                                                               | Mason City | 1922 im Stil der Prairie Houses errichtetes Wohnhaus |